# Córdoba FC
Córdoba FC ist ein ehemaliger kolumbianischer Fußballverein aus Cereté, Córdoba, der drei Jahre in der Categoría Primera B spielte.

## Geschichte
Córdoba FC nahm an den Spielzeiten 2006, 2007 und 2008 teil. Der Verein erreichte nur im Torneo Apertura 2008 die Finalrunde, wurde aber Gruppenletzter und verpasste den Einzug in das Finale.
Ende 2008 zog der Verein wegen fehlender finanzieller Unterstützung in Cereté nach Sincelejo um und wurde in Atlético de la Sabana umbenannt.

## Stadion
Córdoba FC absolvierte seine Heimspiele im Estadio Alberto Saibis Saker in Cereté. Das Stadion hat eine Kapazität von etwa 6.000 Plätzen.